# Lady of the Island
Pistes de Crosby, Stills & Nash
Wooden Ships Helplessly Hoping
Lady of the Island est une chanson de Crosby, Stills & Nash, parue  en 1969 sur le premier album éponyme Crosby, Stills & Nash. Elle a été composée par Graham Nash.
La chanson tient son inspiration de la musicienne folk Joni Mitchell, avec laquelle Nash avait une relation amoureuse à l'époque.
Bien que l'album contienne une autre chanson d'amour pour Mitchell, Guinnevere de David Crosby, Nash expliquait en avril 2009 au magazine Mojo que cette situation ne posait aucun problème.
Il expliquait : « Nos chemins de vie faisait que le fait que quelqu'un soit avec la femme d'un autre n'entrainait aucune jalousie. Moi, David et Joan étions clair avec ça, pour sur. »
La chanson, une des plus calme de l'album, s'achève avec les voix du trio entremêlées en "scat".